# MTV Video Music Award para melhor single monstro do ano
O MTV Video Music Award para Melhor Single Monstro do Ano foi entregue primeiramente no MTV Video Music Awards de 2007, como esse ano estava renovado, alguns novos prêmios foram introduzidos. Quando o VMA retornou em seu velho formato no ano de 2008, esta categoria não foi apresentada novamente.
| Ano  | Vencedor                                  | Indicados                                                                    |
| ---- | ----------------------------------------- | ---------------------------------------------------------------------------- |
| 2007 | Rihanna (participação Jay-Z) — "Umbrella" | - Timbaland (participação Keri Hilson, D.O.E. e Sebastian) — "The Way I Are" |